# Депрерадович, Леонтий Иванович
Леонтий Иванович Депрерадович 1-й (1766—1844) — генерал-майор русской императорской армии, герой Аустерлицкого сражения.

## Биография
Происходит из сербского дворянского рода Прерадовичей. Большую известность получил его брат, Николай Иванович Депрерадович, бывший во время Отечественной войны 1812 г. и Заграничных походов 1813 и 1814 гг. начальником 1-й гвардейской кирасирской дивизии.
Начав службу в 1771 году вахмистром в Бахмутском гусарском полку, Леонтий Иванович был произведён в офицеры и затем служил в Волохском и Украинском гусарских полках, Смоленском драгунском полку, в котором был произведён в полковники, и в Астраханском гренадерском полку.
Участвуя в ряде войн против турок (в 1768—1774 и 1787—1792 гг.) и поляков (в 1783, 1784, 1794 гг.), Депрерадович проявил необыкновенное мужество и был награждён золотыми Очаковским и Пражским крестами и чинами секунд- и премьер-майора. 26 ноября 1795 года Л. И. Депрерадович был пожалован орденом св. Георгия 4-й степени (№ 624 по списку Судравского и № 1194 по списку Григоровича — Степанова)
За отличную храбрость, оказанную 29 сентября 1794 года при Мациовицах, при разбитии польского мятежника Костюшки, где он, врубясь с тремя эскадронами в неприятельскую колонну, обратил оную в бегство и отбил 8 орудий.
При штурме Праги в 1794 году Леонтий Иванович Депрерадович атаковал неприятельскую артиллерийскую батарею и был тяжело ранен картечью. 13 августа 1799 г. Депрерадович был произведён в генерал-майоры и назначен командиром лейб-гвардии Семёновского полка.
Пользовался особым доверием шефа полка, великого князя Александра Павловича. Депрерадович находился в числе лиц, принимавших участие в заговоре 11 марта 1801 г., последствием которого стало убийство императора Павла.
В царствование императора Александра I он находился с полком в походе 1805 года против французов и 24 февраля 1806 года был награждён орденом Святого Георгия 3-й степени
В воздаяние отличнаго мужества и храбрости, оказанных в сражении 20-го ноября при Аустерлице против французских войск.
Фридландское сражение 2 июня 1807 года испортило блестяще начатую карьеру Депрерадовича, и в 1807 г. он был уволен в отставку. По словам генерала Набокова, Депрерадович взял с собой в поход из Санкт-Петербурга француженку, которая в день сражения и удержала Депрерадовича в обозе под предлогом болезни.
Леонтий Иванович Депрерадович умер 7 февраля 1844 года, пережив на 20 лет свою жену Наталью Николаевну, урождённую княжну Горчакову. Её сестра Пелагея была бабушкой Льва Толстого.